# Lagoa do Piauí
Lagoa do Piauí es un municipio brasileño del estado del Piauí.

## Geografía
Se localiza a una latitud 05º24'54" sur y a una longitud 42º38'36" oeste, estando a una altitud de 185 metros. Su población estimada en 2004 era de 3 847 habitantes.
Posee un área de 456,75 km².